# Diagramme pingouin
 (novembre 2015).
Si vous disposez d'ouvrages ou d'articles de référence ou si vous connaissez des sites web de qualité traitant du thème abordé ici, merci de compléter l'article en donnant les références utiles à sa vérifiabilité et en les liant à la section « Notes et références ».

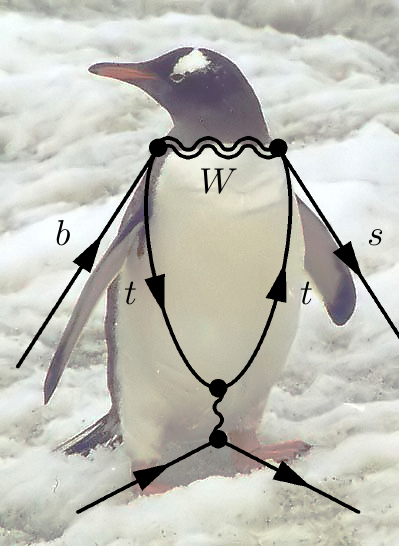
Un exemple de diagramme pingouin.

Les diagrammes pingouin sont des diagrammes de Feynman inventés par John Ellis. Ils permettent, notamment, de comprendre la violation de la symétrie CP dans le modèle standard par interaction faible.

## Processus physique
L'émission puis la réabsorption par un quark changeant de saveur d'un boson W ou Z permet l'émission d'un autre boson de jauge : γ, gluon ou Z. On nomme alors le diagramme pingouin électronique, électrofaible ou gluonique.

## Anecdote
Le diagramme pingouin doit son nom à un pari perdu aux fléchettes par John Ellis avec des collègues du CERN, l'obligeant à placer le terme "pingouin" dans sa prochaine publication. Le physicien aurait donc arrangé la forme de son diagramme de manière à le faire ressembler à un manchot (penguin en anglais, traduit approximativement en français par le faux ami pingouin,,,).